# آن ك. ميلور
آن ك. ميلور (بالإنجليزية: Anne K. Mellor)‏ هي بروفيسورة أمريكية، ولدت في 15 يوليو 1941.